# Рільйо
Рільйо (ісп. Rillo) — муніципалітет в Іспанії, у складі автономної спільноти Арагон, у провінції Теруель. Населення — 113 осіб (2010).
Муніципалітет розташований на відстані близько 230 км на схід від Мадрида, 43 км на північ від міста Теруель.
На території муніципалітету розташовані такі населені пункти: (дані про населення за 2010 рік)
- Рільйо: 98 осіб
- Сон-дель-Пуерто: 15 осіб

## Демографія
Динаміка населення (INE ):